# Малый Каретный переулок
Ма́лый Каре́тный переу́лок (ранее Малый Спасский переулок) — переулок в Центральном административном округе города Москвы. Проходит от улицы Каретный Ряд до Большого Каретного переулка. Нумерация домов ведётся от улицы Каретный Ряд.

## Происхождение названия
Название 1922 года, дано по находившемуся здесь Каретному ряду, где изготавливались и продавались кареты и экипажи.

## История
Уже в XVII веке эта местность называлась Тележным рядом, так как тут жили мастера-тележники, которые изготавливали и торговали телегами и другими повозками. В XVIII веке производство усложнилось, началось изготовление карет, и Тележный ряд стал Каретным. Со временем мастерские по изготовлению карет были закрыты, но торговля экипажами велась в этом районе вплоть до начала XX века. По данным справочника «Вся Москва» (1902) здесь располагались крупные фирмы «экипажного фабриканта Ильина», «Экипажной фабрики братьев Марковых» и ряд фирм поменьше.
В дореволюционное время три переулка Каретного ряда носили название Спасских из-за находящейся в этом районе церкви Спаса Преображения XVII века (снесена).
В 1922 году Большой, Средний и Малый Спасский переулки были переименованы соответственно в Большой, Средний и Малый Каретные переулки.

## Примечательные здания и сооружения

### По нечётной стороне
- № 1 —
- № 3/2, стр. 1 — Доходный дом К. Х. Каракаш (1902, архитектор Вячеслав Жигардлович)[1], сейчас — «Совинфильм».
- № 11, стр.3 — Швейная фабрика № 5 имени Профинтерна (1930-е годы[1], основана в 1825 году), в настоящее время — ЗАО «Мишелин-95Б»[уточнить], специализирующееся на пошиве мужской одежды.
- № 11 — Фабричный корпус (1912, архитектор Павел Висневский)
- № 13 — Особняк Е. Лопатиной (1899, архитектор Яков Махонин)[1].

### По чётной стороне
- № 2 —
- № 4 — Дом В. П. Хоботова (1902, архитектор Василий Хоботов)[1].
- № 6 — Дом с вывеской «Переплётные работы».
- № 16/11  памятник архитектуры (вновь выявленный объект) — Жилой дом купца П. С. Пирогова (1789, 1805—1812 гг., 1865 г.). Известен как «Дом с тенями».

## Фото

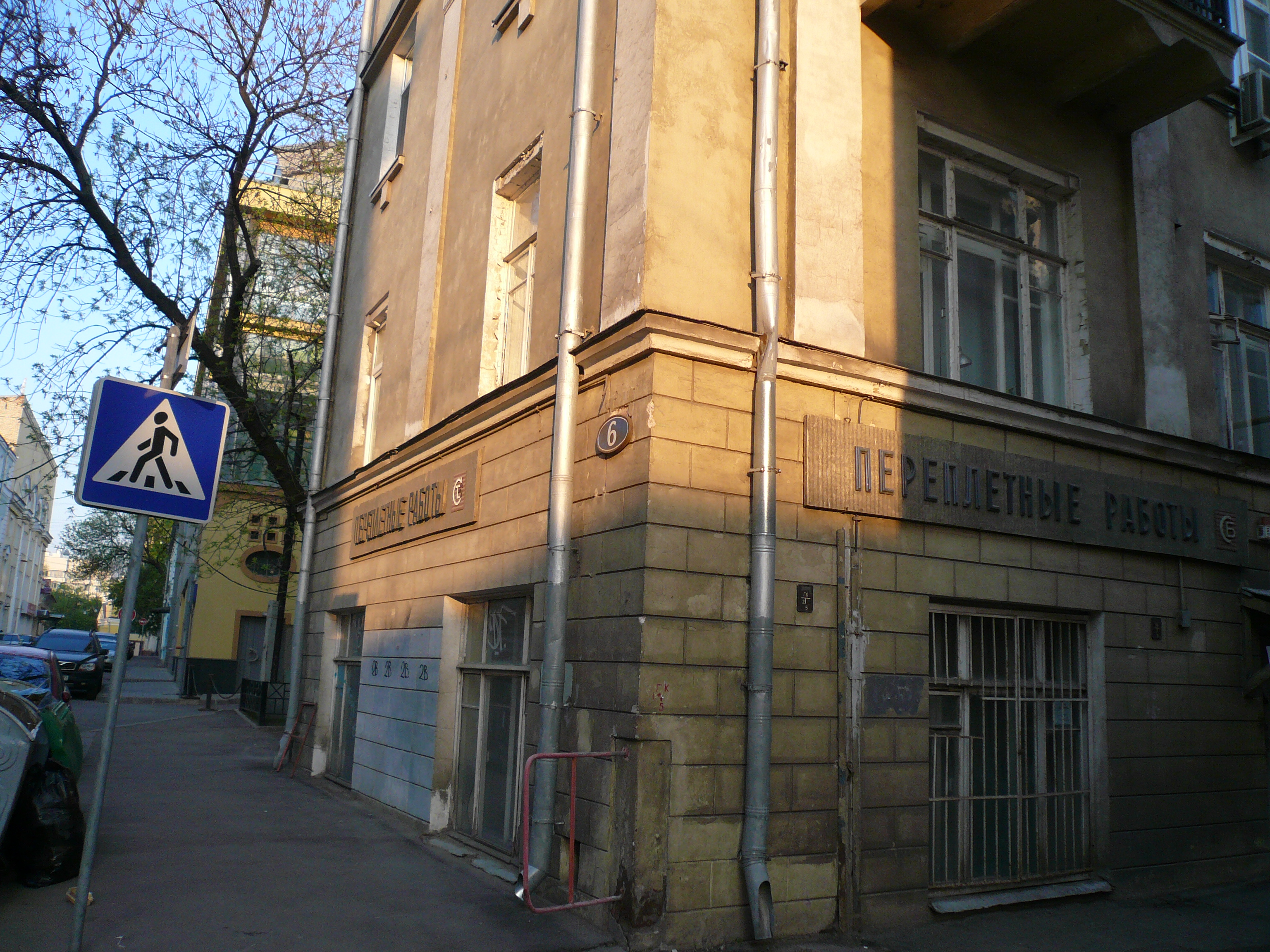
Дом № 6. «Переплётные работы»
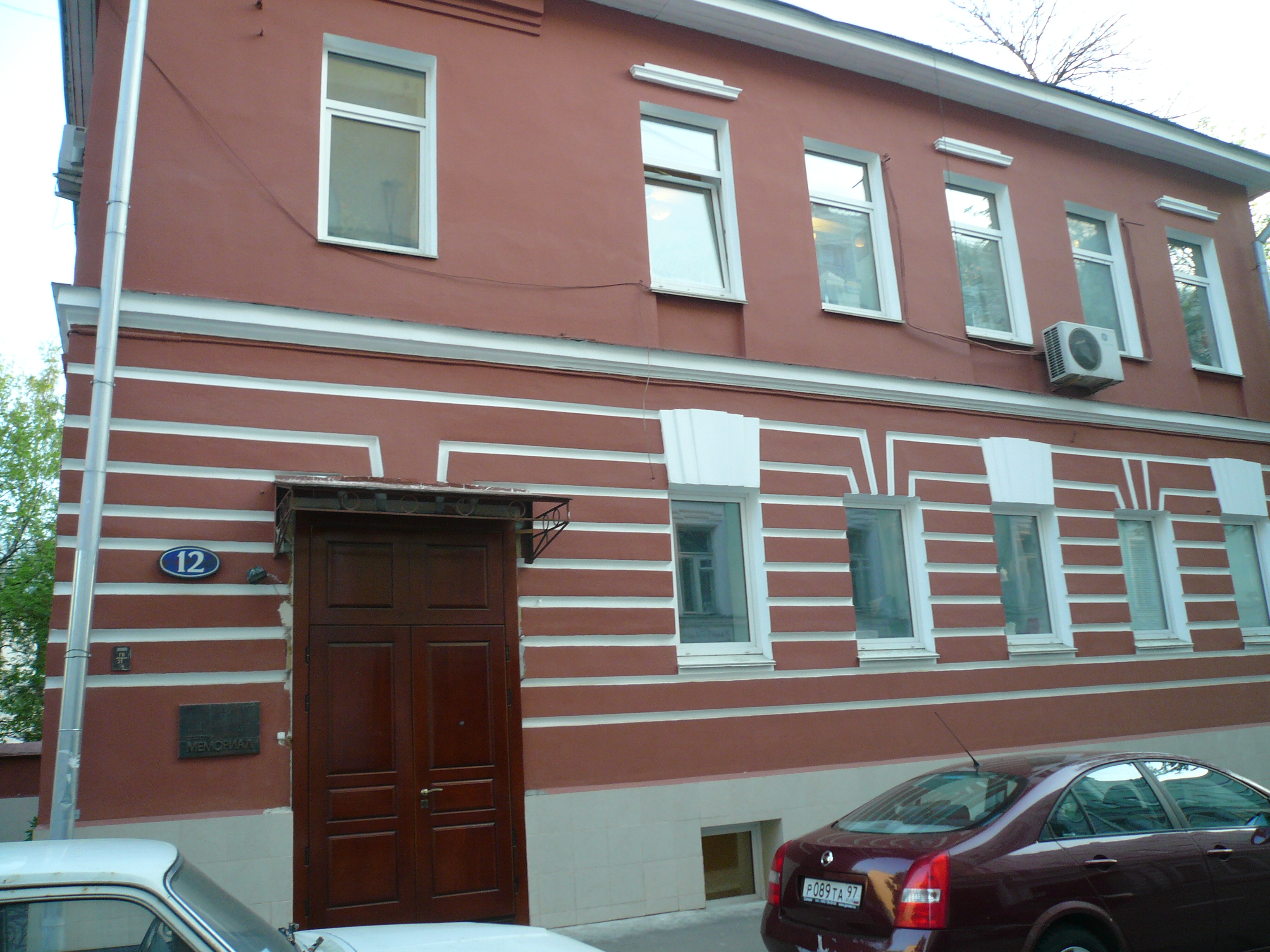
Дом № 12. Общество «Мемориал»
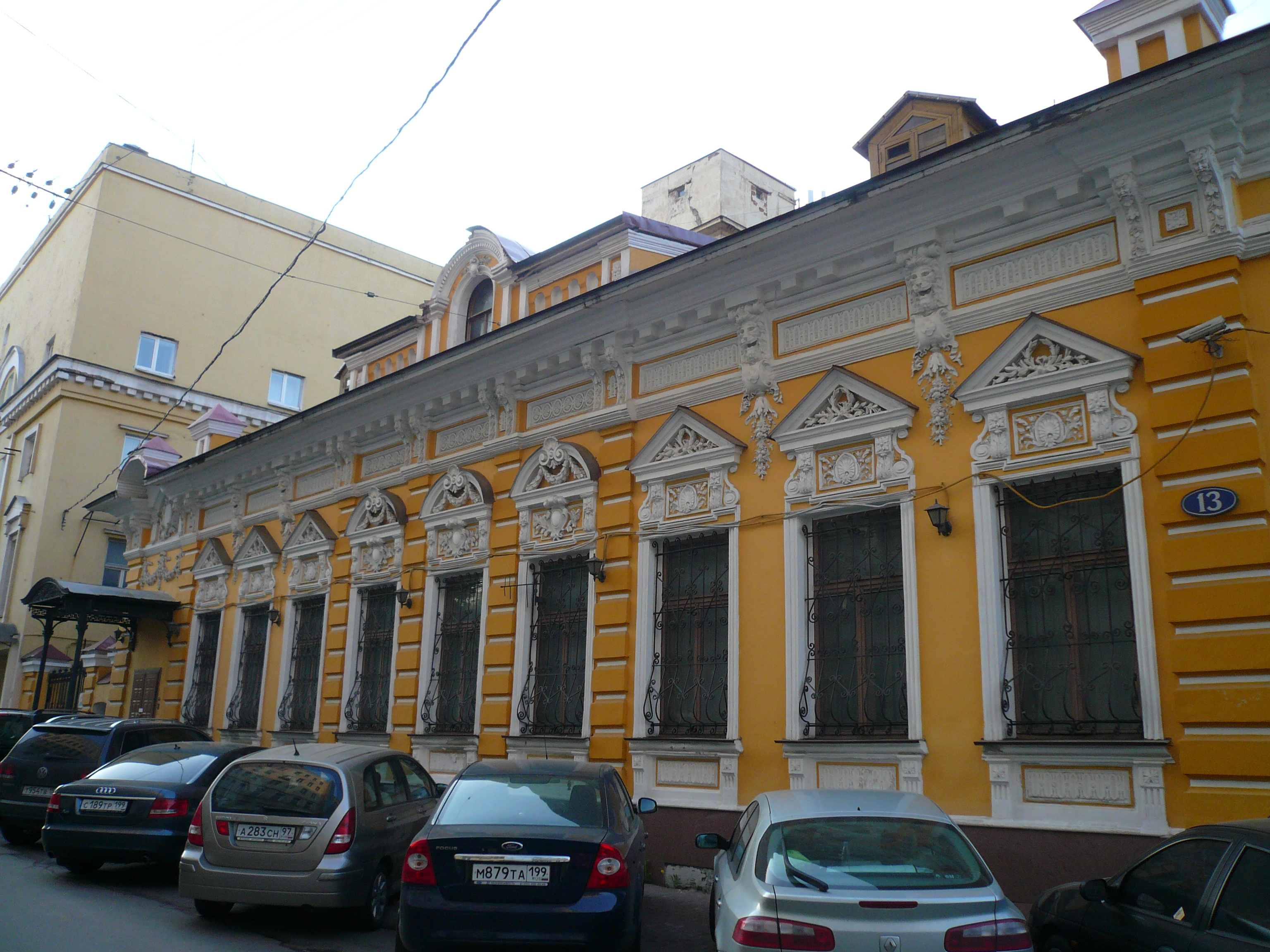
Дом № 13. Союзный банк развития
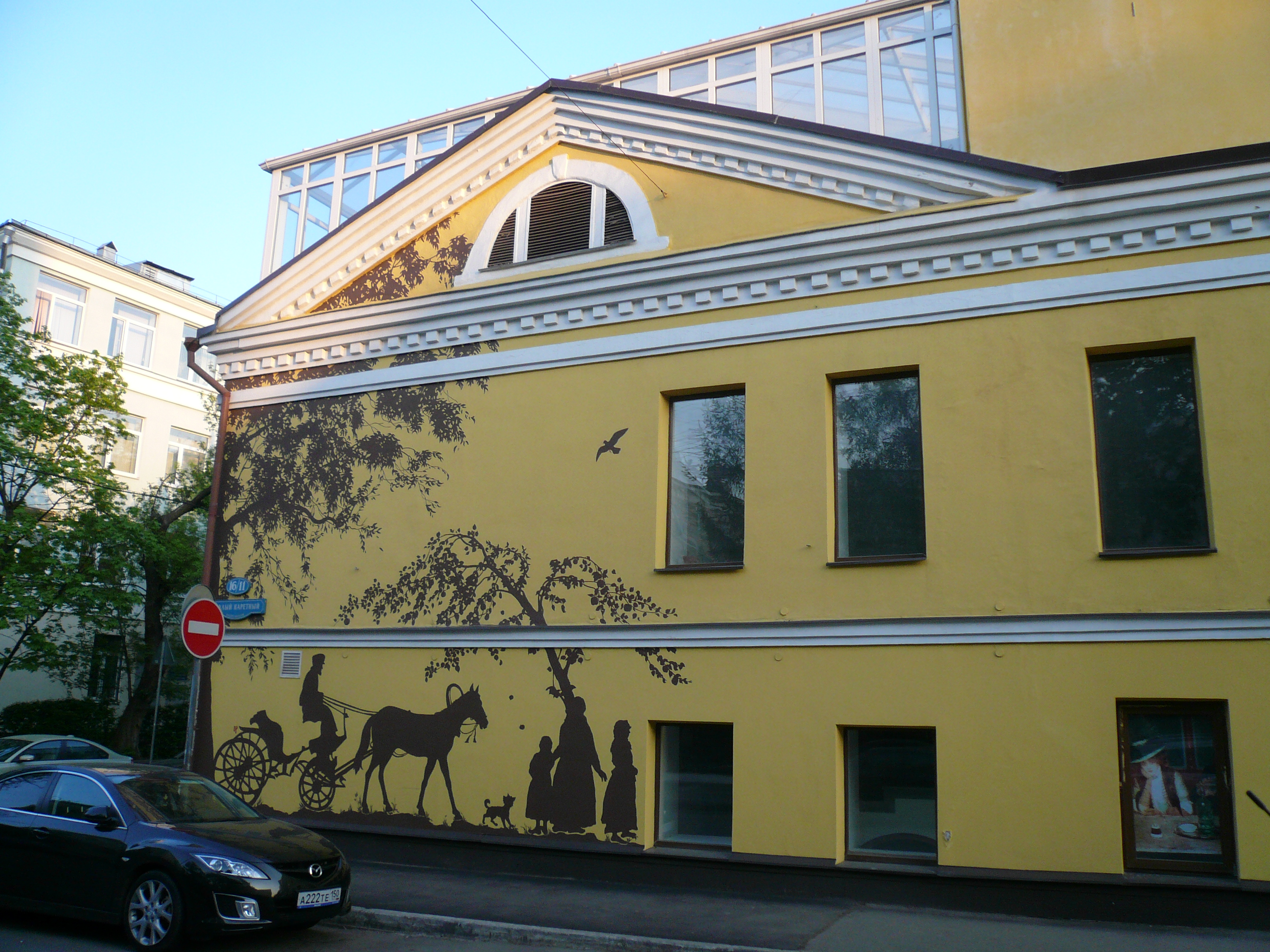
Дом № 16. Рисунок на стене ныне закрашен серой краской{{подст:АИ}}.